# Mutelocloeon
Mutelocloeon is een geslacht van haften (Ephemeroptera) uit de familie Baetidae.

## Soorten
Het geslacht Mutelocloeon omvat de volgende soorten:
- Mutelocloeon bihoumi
- Mutelocloeon corbeti